# The Bear (serie de televisión)
The Bear (El Oso en Hispanoamérica) es una serie de televisión estadounidense de comedia dramática, creada por Christopher Storer. Se estrenó en FX on Hulu el 23 de junio de 2022, y está protagonizada por Jeremy Allen White, Ebon Moss-Bachrach, Ayo Edebiri, Lionel Boyce, Liza Colón-Zayas, Abby Elliott, Matty Matheson y Edwin Lee Gibson.
En julio de 2022, se renovó para una segunda temporada, que se estrenó el 22 de junio de 2023 y consta de 10 episodios. En noviembre de 2023, se renovó para una tercera temporada, estrenada el 26 de junio de 2024.En marzo de 2024, fue renovada para una cuarta temporada que se estrenó el 25 de junio de 2025.  En julio de 2025, fue renovada por una quinta temporada.
La serie ha recibido elogios de la crítica, particularmente por la dirección, escritura, producción y las actuaciones de su elenco. La primera temporada obtuvo 13 nominaciones a los Emmy, incluido a la Mejor serie de comedia y nominaciones como actores para White, Moss-Bachrach, Edebiri, Jon Bernthal y Oliver Platt. The Bear también ganó cuatro Premios Globo de Oro, con victorias en actuación para White y Edebiri y el Premio Globo de Oro a la Mejor Serie de Televisión - Musical o Comedia en 2024. 

## Premisa
Carmen "Carmy" Berzatto, un joven chef de alta cocina, vuelve a casa, a Chicago, para dirigir la casa de bocadillos Italian beef de su familia, después del suicidio de su hermano. Allí debe lidiar con las deudas sin resolver de su hermano, una cocina deteriorada y un personal rebelde, mientras lidia con su propio dolor y el trauma familiar.

## Elenco y personajes

### Principales
- Jeremy Allen White como Carmen «Carmy» Berzatto: un galardonado chef de alta cocina de la ciudad de Nueva York, que regresa a su ciudad natal de Chicago para dirigir el restaurante en quiebra de su difunto hermano Michael, al que más tarde convierte en un restaurant de alta cocina llamado The Bear.
- Ebon Moss-Bachrach como Richard «Richie» Jerimovich: el gerente de facto del restaurante y el viejo mejor amigo de Michael; más tarde se convierte en jefe de camareros de The Bear.
- Ayo Edebiri como Sydney Adamu: una talentosa pero inexperta chef que se une a The Beef como su nueva sous chef bajo la dirección de Carmy.
- Lionel Boyce como Marcus Brooks: el panadero de The Beef convertido en pastelero, impulsado por la tutoría de Carmy.
- Liza Colón-Zayas como Tina Marrero: una cocinera veterana mordaz y obstinada.
- Abby Elliott como Natalie «Sugar» Berzatto: la hermana menor de Carmy y Michael y copropietaria renuente de The Beef/The Bear.
- Matty Matheson como Neil Fak: amigo de la infancia de Carmy y Michael, y a veces personal de mantenimiento del restaurante. (temporada 2-presente, recurrente en temporada 1)
- Edwin Lee Gibson como Ebraheim: un cocinero de línea veterano en The Beef. (temporada 4, recurrente en temporadas 1-3)

### Recurrente
- Jon Bernthal como Michael «Mikey» Berzatto: el difunto hermano de Carmy y Sugar, que se suicidó de un disparo cuatro meses antes de los eventos de la serie.
- Oliver Platt como Jimmy «Cicero» Kalinowski: tío de los hermanos Berzatto y principal inversor en el restaurante.
- Corey Hendrix como Gary «Sweeps» Woods: un cocinero de línea en The Beef, que pasa a ser sommelier en The Bear.
- José Cervantes como Angel: lavaplatos en The Beef.
- Richard Esteras como Manny: lavaplatos en The Beef.
- Chris Witaske como Pete Katinsky: el dócil esposo de Sugar, generalmente disgustado con todos.
- Robert Townsend como Emmanuel Adamu: el padre de Sydney, que tiene problemas para aceptar la elección de Sydney de seguir una carrera culinaria intrínsecamente arriesgada. (temporada 2-presente)
- Molly Gordon como Claire Dunlap: una residente médico, amiga de la infancia de Carmy y su interés amoroso. (temporada 2-presente)[12]
- Will Poulter como Luca: un chef británico que trabaja en Copenhague que entrena a Marcus. (temporada 2-presente)[13]
- Ricky Staffieri como Theodore "Teddy" Fak: el hermano de Neil. (invitado en temporada 2, recurrente en temporada 3-presente).
- Jamie Lee Curtis como Donna Berzatto: la madre de los hermanos Berzatto (temporada 2-presente).
- Sarah Ramos como Jessica: La jefa de camareros de Ever (temporada 2-presente)
- Andrew Lopez como Garrett: El supervisor de Richie en Ever (temporada 2-presente)
- Adam Shapiro como un chef homónimo que trabaja como jefe de cocina de Ever (invitado en temporada 2, recurrente en temporada 3).[14]
- Carmen Christopher como Chester, el compañero de habitación y amigo cercano de Marcus que a menudo visita el restaurante.
- Paulie James como Chuckie (temporada 3-presente): un ex empleado del Beef que es recontratado para ayudar a administrar la ventanilla de sándwiches del Bear.

### Invitados especiales
- Joel McHale como David Fields: el antiguo chef ejecutivo de Carmy en Nueva York, que era abusivo y despectivo
- Amy Morton como Nancy Chore: una escrupulosa inspectora de sanidad (temporada 1)
- Molly Ringwald como la moderadora de las reuniones de Al-Anon a las que asiste Carmy. (temporada 1)
- Alex Moffat como Josh: un cocinero contratado por The Bear (temporada 2).
- Bob Odenkirk como el «Tío» Lee Lane: el novio intermitente de Donna (temporadas 2 y 4).[15]
- Sarah Paulson como Michelle Berzatto: prima de Michael, Carmy y Natalie. (temporadas 2 y 4)
- John Mulaney como Steven: el novio de Michelle. (temporada 2-presente)
- Gillian Jacobs como Tiffany Jerimovich, la exesposa de Richie con la que comparte una hija. (temporada 2-presente).[nota 1]
- Olivia Colman como la Chef Andrea Terry: la jefa de cocina de Ever, el restaurante de alta cocina al que Richie va a trabajar (temporada 2-presente).
- Mitra Jouhari como Kelly (temporada 2)
- Rene Gube como el gerente de Ever (temporada 2)
- David Zayas como David: El marido de Tina (temporada 3-presente).
- John Cena como Sammy Fak: Hermano de Neil y Teddy (temporada 3).
- Brian Koppelman como Nicholas "The Computer" Marshall: Un amigo de la familia Berzatto contratado para ayudar a The Bear a reducir costos (temporada 3-presente).
- Josh Hartnett como Frank: El prometido rico y carismático de Tiff (temporada 3-presente).
- Brie Larson como Francie Fak: Hermana de Neil, Teddy y Sammy que tiene un largo conflicto con Natalie (temporada 4).
- Rob Reiner como Albert Schnur (temporada 4): un asesor financiero que se convierte en mentor de Ebraheim.

## Episodios
| Temporada | Temporada | Episodios | Episodios | Emisión original    | Emisión original    |
| --------- | --------- | --------- | --------- | ------------------- | ------------------- |
|           | 1         | 8         | 8         | 23 de junio de 2022 | 23 de junio de 2022 |
|           | 2         | 10        | 10        | 22 de junio de 2023 | 22 de junio de 2023 |
|           | 3         | 10        | 10        | 26 de junio de 2024 | 26 de junio de 2024 |
|           | 4         | 10        | 10        | 25 de junio de 2025 | 25 de junio de 2025 |

### Temporada 1 (2022)
| N.º en serie | N.º en temp. | Título     | Dirigido por       | Escrito por                    | Fecha de emisión original | Código de prod. |
| ------------ | ------------ | ---------- | ------------------ | ------------------------------ | ------------------------- | --------------- |
| 1            | 1            | «System»   | Christopher Storer | Christopher Storer             | 23 de junio de 2022       | XCBV1001        |
| 2            | 2            | «Hands»    | Christopher Storer | Christopher Storer             | 23 de junio de 2022       | XCBV1002        |
| 3            | 3            | «Brigade»  | Joanna Calo        | Christopher Storer             | 23 de junio de 2022       | XCBV1003        |
| 4            | 4            | «Dogs»     | Christopher Storer | Sofya Levitsky-Weitz           | 23 de junio de 2022       | XCBV1004        |
| 5            | 5            | «Sheridan» | Joanna Calo        | Karen Joseph Adcock            | 23 de junio de 2022       | XCBV1005        |
| 6            | 6            | «Ceres»    | Joanna Calo        | Catherine Schetina & Rene Gube | 23 de junio de 2022       | XCBV1006        |
| 7            | 7            | «Review»   | Christopher Storer | Joanna Calo                    | 23 de junio de 2022       | XCBV1007        |
| 8            | 8            | «Braciole» | Christopher Storer | Christopher Storer             | 23 de junio de 2022       | XCBV1008        |

### Temporada 2 (2023)
| N.º en serie | N.º en temp. | Título      | Dirigido por       | Escrito por                              | Fecha de emisión original | Código de prod. |
| ------------ | ------------ | ----------- | ------------------ | ---------------------------------------- | ------------------------- | --------------- |
| 9            | 1            | «Beef»      | Christopher Storer | Christopher Storer                       | 22 de junio de 2023       | XCBV2001        |
| 10           | 2            | «Pasta»     | Christopher Storer | Joanna Calo                              | 22 de junio de 2023       | XCBV2002        |
| 11           | 3            | «Sundae»    | Joanna Calo        | Karen Joseph Adcock & Catherine Schetina | 22 de junio de 2023       | XCBV2003        |
| 12           | 4            | «Honeydew»  | Ramy Youssef       | Stacy Osei-Kuffour                       | 22 de junio de 2023       | XCBV2004        |
| 13           | 5            | «Pop»       | Joanna Calo        | Sofya Levitsky-Weitz                     | 22 de junio de 2023       | XCBV2005        |
| 14           | 6            | «Fishes»    | Christopher Storer | Joanna Calo & Christopher Storer         | 22 de junio de 2023       | XCBV2006        |
| 15           | 7            | «Forks»     | Christopher Storer | Alex Russell                             | 22 de junio de 2023       | XCBV2007        |
| 16           | 8            | «Bolognese» | Christopher Storer | Rene Gube                                | 22 de junio de 2023       | XCBV2008        |
| 17           | 9            | «Omelette»  | Christopher Storer | Joanna Calo & Christopher Storer         | 22 de junio de 2023       | XCBV2009        |
| 18           | 10           | «The Bear»  | Christopher Storer | Kelly Galuska                            | 22 de junio de 2023       | XCBV2010        |

### Temporada 3 (2024)
| N.º en serie | N.º en temp. | Título      | Dirigido por       | Escrito por                                                                    | Fecha de emisión original |
| ------------ | ------------ | ----------- | ------------------ | ------------------------------------------------------------------------------ | ------------------------- |
| 19           | 1            | «Tomorrow»  | Christopher Storer | Historia de: Christopher Storer & Matty Matheson Guion de: Christopher Storer  | 26 de junio de 2024       |
| 20           | 2            | «Next»      | Christopher Storer | Historia de: Christopher Storer & Courtney Storer Guion de: Christopher Storer | 26 de junio de 2024       |
| 21           | 3            | «Doors»     | Duccio Fabbri      | Historia de: Christopher Storer & Will Guidara Guion de: Christopher Storer    | 26 de junio de 2024       |
| 22           | 4            | «Violet»    | Christopher Storer | Christopher Storer                                                             | 26 de junio de 2024       |
| 23           | 5            | «Children»  | Christopher Storer | Christopher Storer                                                             | 26 de junio de 2024       |
| 24           | 6            | «Napkins»   | Ayo Edebiri        | Catherine Schetina                                                             | 26 de junio de 2024       |
| 25           | 7            | «Legacy»    | Joanna Calo        | Christopher Storer                                                             | 26 de junio de 2024       |
| 26           | 8            | «Ice Chips» | Christopher Storer | Joanna Calo                                                                    | 26 de junio de 2024       |
| 27           | 9            | «Apologies» | Christopher Storer | Alex Russell                                                                   | 26 de junio de 2024       |
| 28           | 10           | «Forever»   | Christopher Storer | Christopher Storer                                                             | 26 de junio de 2024       |

### Temporada 4 (2025)
| N.º en serie | N.º en temp. | Título       | Dirigido por                       | Escrito por                      | Fecha de emisión original |
| ------------ | ------------ | ------------ | ---------------------------------- | -------------------------------- | ------------------------- |
| 29           | 1            | «Groundhogs» | Christopher Storer                 | Christopher Storer               | 25 de junio de 2025       |
| 30           | 2            | «Soubise»    | Christopher Storer & Duccio Fabbri | Catherine Schetina               | 25 de junio de 2025       |
| 31           | 3            | «Scallop»    | Christopher Storer                 | Rene Gube                        | 25 de junio de 2025       |
| 32           | 4            | «Worms»      | Janicza Bravo                      | Ayo Edebiri & Lionel Boyce       | 25 de junio de 2025       |
| 33           | 5            | «Replicants» | Christopher Storer                 | Karen Joseph Adcock              | 25 de junio de 2025       |
| 34           | 6            | «Sophie»     | Christopher Storer                 | Christopher Storer               | 25 de junio de 2025       |
| 35           | 7            | «Bears»      | Christopher Storer                 | Joanna Calo                      | 25 de junio de 2025       |
| 36           | 8            | «Green»      | Christopher Storer                 | Joanna Calo & Christopher Storer | 25 de junio de 2025       |
| 37           | 9            | «Tonnato»    | Christopher Storer                 | Joanna Calo & Christopher Storer | 25 de junio de 2025       |
| 38           | 10           | «Goodbye»    | Christopher Storer                 | Christopher Storer               | 25 de junio de 2025       |

## Producción
FX ordenó un piloto para The Bear en marzo de 2021, que fue escrito y dirigido por el creador Christopher Storer.  FX luego dio luz verde a la serie en octubre de 2021 para una fecha de estreno en 2022.  El interior del restaurante se basa en la tienda real de Chicago Mr. Beef en Orleans, en River North. El creador era cliente habitual y amigo del hijo del dueño.
En julio de 2022, se renovó para una segunda temporada, que se estrenó el 22 de junio de 2023 y consta de 10 episodios. En noviembre de 2023, se renovó para una tercera temporada.En marzo de 2024, fue renovada para una cuarta temporada que se grabara inmediatamente de la finalización de la producción de la temporada 3. 

## Lanzamiento
The Bear se estrenó en Hulu en los Estados Unidos el 23 de junio de 2022.  Está disponible internacionalmente en la sección Star en Disney+,  misma plataforma donde está disponible en España y Latinoamérica; en Latinoamérica originalmente sus 2 primeras temporadas se estrenaron en Star+. La segunda temporada de 10 episodios se estrenó el 22 de junio de 2023. La tercera temporada se estrenó el 26 de junio de 2024, adelantándose a su fecha original de lanzamiento, el 27 de junio. 

## Música
The Bear ha sido elogiado por la crítica por su banda sonora de clásicos del rock convencional y alternativo de las décadas de 1980, 1990 y 2000, seleccionados por el creador del programa, Christopher Storer y el productor ejecutivo Josh Senior. Algunas de las canciones que aparecen en el programa incluyen a Wilco con "Spiders (Kidsmoke)", "Impossible Germany", "Via Chicago" y "Handshake Drugs", R.E.M. con "Oh my Heart", "Strange Currencies" y "Half a World Away", Radiohead con "Let Down", Van Morrison con "Saint Dominic's Preview" y "Here Comes the Night", Pearl Jam con "Animal", The Breeders con "Saints", Refused con "New Noise", Serengeti, Mavis Staples, The Budos Band, Counting Crows, Tangerine Dream, Genesis, John Mayer, The Beach Boys, LCD Soundsystem, The Durutti Column, The Psychedelic Furs, Liz Phair, Pretenders, Weezer, Smashing Pumpkins, Ramones, Crowded House, Nine Inch Nails, George Harrison, Otis Redding, AC/DC, The Pixies, Fine Young Cannibals, David Byrne, John Cale y Brian Eno, entre otros.
Estas son las canciones que componen la banda sonora de The Bear para cada una de sus dos temporadas:

###### Canciones de la Temporada 1
1. New Noise - Refused
2. Old Engine Oil - The Budos Band
3. Don’t Give a Damn - Serengeti
4. Don’t Blame Steve - Serengeti
5. Via Chicago - Wilco
6. Bulls On Parade for Orchestra - Walt Riberio
7. Animal - Pearl Jam
8. Mi loco tango - Rocco and His Brothers
9. Ajai Finale - Kenny Segal & Serengeti
10. Black Venom - The Budos Band
11. Have You Seen Me Lately? - Counting Crows
12. Saint Dominic’s Preview - Van Morrison
13. Saints - The Breeders
14. The Dream Is Always the Same - Tangerine Dream
15. In Too Deep - Genesis
16. Heat Not Heat - Serengeti
17. Oh My Heart - R.E.M.
18. One Fine Day - David Bryne & Brian Eno
19. Help Me, Rhonda - The Beach Boys
20. Loved By You - KIRBY
21. Check It Out - John Mellencamp
22. Wish I Was - Kim Deal
23. Da Doo Ron Ron - The Crystals
24. Sisyphus - Andrew Bird
25. Impossible Germany - Wilco
26. Call the Police - LCD Soundsystem
27. Beat City - The Flowerpot Men
28. Peace Blossom Boogy - The Babe Rainbow
29. Aphasia - The Budos Band
30. Last Train Home - John Mayer
31. Chicago - Sufjan Stevens
32. Spiders (Kidsmoke) - Wilco
33. Homicide - 999
34. Sashimi - Serengeti
35. Let Down - Radiohead

###### Canciones de la Temporada 2
1. The Show Goes On - Bruce Horns- & The Range
2. Handshake Drugs - Wilco
3. Transcendental Blues - Steve Earle
4. New Noise - Refused
5. She Drives Me Crazy - Fine Young Cannibals
6. Ba-, I’m a Big Star Now - Counting Crows
7. You Are Not Alone - Mavis Staples
8. Strange Currencies - R.E.M.
9. Good-e Girl - Squeeze
10. Secret Teardrops - Martin Rev
11. Twenty Five Miles - Edwin Starr
12. Future Perfect - The Durutti Column
13. Make You Happy - Tommy McGee
14. I Like the Things About Me - Mavis Staples
15. Holiday Road - Lindsey Buckingham
16. I’ve Been Loving You Too Long (To Stop Now) [Live] - Otis Redding
17. Tezeta - Mulatu Astatke
18. Beneath the Surface - Bob Bradley & Mia Bradley
19. Welcome - Harmonia & Eno ’76
20. Bastards of Young - The Replacements
21. Total Control - The Motels
22. Anytime - Neil Finn
23. Pretty in Pink - The Psychedelic Furs
24. Tonight Tonight - Smashing Pumpkins
25. Before the Next Teardrop Falls - Freddy Fender
26. Here Comes the Night [Live] - Van Morrison
27. Strange Currencies - R.E.M.
28. Can’t Hardly Wait - The Replacements
29. It’s the Most Wonderful Time of the Year - Andy Williams
30. All Alone on Christmas - Darlene Love
31. Merry Christmas (I Don’t Want To Fight Tonight) - Ramones
32. Got My Mind Set on You - George Harrison
33. Still the Night - BoDeans
34. Citta vuota - Mina
35. The Little White Duck - Dorothy Olsen
36. Dominick the Donkey - Lou Monte
37. I Want You - Lindsey Buckingham
38. A Marshmallow World - Dean Martin
39. Something So Wrong - Crowded House
40. When I Fall - Steve Earle
41. The Things We Did Last Summer - Dean Martin
42. The Christmas Song - Weezer
43. Glass Concrete & Stone - David Byrne
44. Diamond Diary - Tangerine Dream
45. Love Story (Taylor’s Version) - Taylor Swift
46. Lay My Love - Brian Eno and John Calle
47. Stop Your Sobbing - Pretenders
48. The Crane Wife 3 - The Decemberists
49. Throw Your Arms Around Me - Neil Finn & Eddie Vedder
50. The Day the World Went Away - Nine Inch Nails
51. Strange Currencies - R.E.M.
52. New Noise - Refused
53. Come Back (Live) - Pearl Jam
54. If You Want Blood - AC/DC
55. Supernova - Liz Phair
56. Velouria - The Pixies
57. Vega-Tables - Brian Wilson
58. Spiders (Kidsmoke) - Wilco
59. Animal - Pearl Jam
60. Half a World Away - R.E.M.

## Recepción

### Respuesta crítica
| Temporada | Temporada | Rotten Tomatoes   | Metacritic      |
| --------- | --------- | ----------------- | --------------- |
|           | 1         | 100% (78 reseñas) | 88 (24 reseñas) |
|           | 2         | 99% (96 reseñas)  | 92 (42 reseñas) |
|           | 3         | 89% (87 reseñas)  | 80 (44 reseñas) |
|           | 4         | 85% (78 reseñas)  | 73 (38 reseñas) |

Las dos temporadas de The Bear han recibido elogios por parte de la crítica. En el sitio web del agregador de reseñas Rotten Tomatoes, la serie cuenta con un 99% de aprobación. Mientras que en Metacritic, que utiliza una media ponderada, la serie en general ha recibido una puntuación de 90 sobre 100.

#### Temporada 1
Para la primera temporada, en Rotten Tomatoes tiene un índice de aprobación del 100%, basándose en 78 reseñas con una calificación media de 8.7/10. El consenso crítico dice: «Al igual que un sándwich confeccionado por expertos, The Bear reúne una mezcla perfecta de ingredientes y los apila para obtener una satisfacción óptima, y afortunadamente mantiene la corteza para darle más sabor». En Metacritic, tiene una puntuación media ponderada de 88 de 100, basada en 24 reseñas, indicando «aclamación universal».
El American Film Institute lo nombró uno de los diez mejores programas de televisión del año. The Guardian la nombró número uno de las 100 mejores series de televisión de 2022 y la describió como «el mejor drama laboral desde Mad Men». The Bear apareció entre los diez primeros en las listas de «Lo mejor de 2022» de numerosas publicaciones, incluyendo el primer puesto para The A.V. Club, BBC, People, y TVLine, entre otras.

#### Temporada 2
Para la segunda temporada, en Rotten Tomatoes tiene un índice de aprobación del 99%, basándose en 96 reseñas con una calificación media de 9.3/10. El consenso crítico dice: «En lugar de reinventar el menú, la segunda temporada de The Bear opta sabiamente por meter a sus entrañables personajes en otra sartén de adversidades, dejar que se cocinen y servir otro plato sumamente satisfactorio». En Metacritic, tiene una puntuación media ponderada de 92 de 100, basada en 42 reseñas, indicando «aclamación universal».

#### Temporada 3
Para la tercera temporada, en Rotten Tomatoes tiene un índice de aprobación del 89% basado en 87 reseñas, con una calificación promedio de 7.9/10. El consenso de los críticos del sitio web dice: "Después de haber establecido un estándar de excelencia extremadamente alto para sí mismo, The Bear pasa su tercera temporada hirviendo, cocinándose y desprendiendo un aroma que abre el apetito".  El sitio web también informó que la temporada fue "tan audaz como siempre" y "todavía parece seguir brindando televisión convincente y a menudo intensa con actuaciones que son tan confiablemente brillantes que ni siquiera se mencionan en la mayoría de las críticas. En cambio, en este punto de la vida de un programa, es más fácil encontrar fallas en su uniformidad o cambios, o en sus intentos de repetirse o superarse a sí mismo".  Metacritic le asignó una puntuación promedio ponderada de 80 sobre 100 basada en 44 críticas.

### Audiencia
Según el agregador de streaming Reelgood, The Bear fue el segundo programa más visto en todas las plataformas durante la semana del 13 de julio de 2022, el programa más visto durante la semana del 22 de julio de 2022, y el séptimo programa más visto durante la semana del 27 de julio de 2022. Según el agregador de transmisión JustWatch, The Bear fue la segunda serie de televisión más vista en todas las plataformas en los Estados Unidos, durante la semana que finalizó el 3 de julio de 2022, y el segundo durante la semana que terminó el 17 de julio de 2022. Según FX, la primera temporada fue la serie de comedia más vista en la historia de la cadena.
Para la segunda temporada, según el agregador de streaming Reelgood, The Bear fue el segundo programa más visto en todas las plataformas de Estados Unidos durante la semana del 22 de junio de 2023, y el más visto durante la semana del 29 de junio de 2023. Según JustWatch, The Bear fue la serie de televisión más vista en streaming en todas las plataformas de Estados Unidos durante la semana que terminó el 25 de junio de 2023. Según FX, la segunda temporada fue el estreno más visto de la historia de la cadena.

### Premios y nominaciones
| Año  | Premiación                                                              | Categoría                                                                       | Nominado(s) | Resultado | Ref.          |
| ---- | ----------------------------------------------------------------------- | ------------------------------------------------------------------------------- | --- | --------- | ------------- |
| 2022 | Premios del American Film Institute                                     | Los 10 mejores programas del año                                                | The Bear | Ganadora  | [ 44 ]        |
| 2022 | Premios Gotham                                                          | Mejor actuación en una nueva serie                                              | Ayo Edebiri | Nominada  | [ 62 ]        |
| 2022 | Premios People's Choice                                                 | Mejor serie para maratonear del 2022                                            | The Bear | Nominada  | [ 63 ]        |
| 2023 | Premios AACTA                                                           | Mejor serie de drama                                                            | The Bear | Nominada  | [ 64 ]        |
| 2023 | Premios AACTA                                                           | Mejor actor en una serie                                                        | Jeremy Allen White | Nominado  | [ 64 ]        |
| 2023 | Premios Black Reel                                                      | Mejor actuación en una serie de comedia                                         | Ayo Edebiri | Pendiente | [ 65 ]        |
| 2023 | Premios de la Academia Británica de la Televisión                       | Mejor programa internacional                                                    | The Bear | Nominada  | [ 66 ]        |
| 2023 | Premios Cinema Audio Society                                            | Mejor mezcla de sonido para series de televisión: de media hora                 | Scott D. Smith, Steve Giammaria, Patrick Christensen, Ryan Collison y Connor Nagy (por «Review»)                                                     | Nominados | [ 67 ]        |
| 2023 | Premios de la Crítica Televisiva                                        | Mejor serie de comedia                                                          | The Bear | Nominada  | [ 68 ]        |
| 2023 | Premios de la Crítica Televisiva                                        | Mejor actor en una serie de comedia                                             | Jeremy Allen White | Ganador   | [ 68 ]        |
| 2023 | Premios de la Crítica Televisiva                                        | Mejor actriz de reparto en una serie de comedia                                 | Ayo Edebiri | Nominada  | [ 68 ]        |
| 2023 | Premios del Sindicato de Directores                                     | Mejor dirección en una serie de comedia                                         | Christopher Storer (por «Review») | Nominado  | [ 69 ]        |
| 2023 | Premios Dorian                                                          | Mejor serie de comedia                                                          | The Bear | Nominada  | [ 70 ] [ 71 ] |
| 2023 | Premios Dorian                                                          | Mejor actuación en una serie de comedia                                         | Ayo Edebiri | Ganadora  | [ 70 ] [ 71 ] |
| 2023 | Premios Globo de Oro                                                    | Mejor serie de comedia o musical                                                | The Bear | Nominada  | [ 72 ]        |
| 2023 | Premios Globo de Oro                                                    | Mejor actor en una serie de comedia o musical                                   | Jeremy Allen White | Ganador   | [ 72 ]        |
| 2023 | Premios Globo de Oro                                                    | Mejor actriz en una serie de comedia o musical                                  | Ayo Edebiri | Ganadora  | [ 72 ]        |
| 2023 | Premios Golden Reel                                                     | Mejor edición de sonido en un cortometraje audiovisual                          | Steve "Major" Giammaria, Jonathan Fuhrer, Evan Benjamin, Annie Taylor, Leslie Bloome (por «Review»)                                                  | Ganadores | [ 73 ]        |
| 2023 | Premios de la Asociación de Críticos de Hollywood a las Artes Creativas | Mejor casting en una serie de comedia                                           | The Bear | Pendiente | [ 74 ]        |
| 2023 | Premios de la Asociación de Críticos de Hollywood a las Artes Creativas | Mejor actor invitado en una serie de comedia                                    | Jon Bernthal | Pendiente | [ 74 ]        |
| 2023 | Premios de la Asociación de Críticos de Hollywood                       | Mejor serie de streaming, Comedia                                               | The Bear | Pendiente | [ 74 ]        |
| 2023 | Premios de la Asociación de Críticos de Hollywood                       | Mejor actor en una serie de streaming, Comedia                                  | Jeremy Allen White | Pendiente | [ 74 ]        |
| 2023 | Premios de la Asociación de Críticos de Hollywood                       | Mejor actor de reparto en una serie de streaming, Comedia                       | Ebon Moss-Bachrach | Pendiente | [ 74 ]        |
| 2023 | Premios de la Asociación de Críticos de Hollywood                       | Mejor actriz de reparto en una serie de streaming, Comedia                      | Ayo Edebiri | Pendiente | [ 74 ]        |
| 2023 | Premios de la Asociación de Críticos de Hollywood                       | Mejor dirección en una serie de streaming, Comedia                              | Christopher Storer (por «Review») | Pendiente | [ 74 ]        |
| 2023 | Premios de la Asociación de Críticos de Hollywood                       | Mejor guion en una serie de streaming, Comedia                                  | Christopher Storer (por «System») | Pendiente | [ 74 ]        |
| 2023 | Premios Independent Spirit                                              | Mejor serie guionizada                                                          | The Bear | Ganadora  | [ 75 ]        |
| 2023 | Premios Independent Spirit                                              | Mejor interpretación de reparto de serie guionizada                             | Ayo Edebiri | Ganadora  | [ 75 ]        |
| 2023 | Premios Independent Spirit                                              | Mejor interpretación de reparto de serie guionizada                             | Ebon Moss-Bachrach | Nominado  | [ 75 ]        |
| 2023 | Premios Primetime Emmy a las Artes Creativas                            | Mejor actor invitado en una serie de comedia                                    | Jon Bernthal (por «Braciole») | Pendiente | [ 11 ]        |
| 2023 | Premios Primetime Emmy a las Artes Creativas                            | Mejor actor invitado en una serie de comedia                                    | Oliver Platt (por «Dogs») | Pendiente | [ 11 ]        |
| 2023 | Premios Primetime Emmy a las Artes Creativas                            | Mejor diseño de producción para un programa narrativo (media hora o menos)      | Sam Lisenco, Eric Dean, y Emily Carte (por «System»)                                                                                                 | Pendiente | [ 11 ]        |
| 2023 | Premios Primetime Emmy a las Artes Creativas                            | Mejor casting en una serie de comedia                                           | Jeanie Bacharach, Jennifer Rudnicke, Mickie Paskal y AJ Links                                                                                        | Pendiente | [ 11 ]        |
| 2023 | Premios Primetime Emmy a las Artes Creativas                            | Mejor fotografía en una serie monocámara                                        | Joanna Naugle (por «System») | Pendiente | [ 11 ]        |
| 2023 | Premios Primetime Emmy a las Artes Creativas                            | Mejor edición de sonido en una serie de comedia, drama (media hora) y animación | Steve "Major" Giammaria, Evan Benjamin, Jonathan Fuhrer, Annie Taylor, Chris White, Leslie Bloome, Shaun Brennan (por «Review»)                      | Pendiente | [ 11 ]        |
| 2023 | Premios Primetime Emmy a las Artes Creativas                            | Mejor mezcla de sonido en una serie de comedia, drama (media hora) y animación  | Steve "Major" Giammaria, Scott D. Smith (for "Review")                                                                                               | Pendiente | [ 11 ]        |
| 2023 | Premios Primetime Emmy                                                  | Mejor serie de comedia                                                          | The Bear | Ganadora  | [ 11 ]        |
| 2023 | Premios Primetime Emmy                                                  | Mejor actor en una serie de comedia                                             | Jeremy Allen White | Ganadora  | [ 11 ]        |
| 2023 | Premios Primetime Emmy                                                  | Mejor actor de reparto en una serie de comedia                                  | Ebon Moss-Bachrach | Ganadora  | [ 11 ]        |
| 2023 | Premios Primetime Emmy                                                  | Mejor actriz de reparto en una serie de comedia                                 | Ayo Edebiri | Ganadora  | [ 11 ]        |
| 2023 | Premios Primetime Emmy                                                  | Mejor dirección en una serie de comedia                                         | Christopher Storer (por «Review») | Ganadora  | [ 11 ]        |
| 2023 | Premios Primetime Emmy                                                  | Mejor guion en una serie de comedia                                             | Christopher Storer (por «System») | Ganadora  | [ 11 ]        |
| 2023 | Premios del Sindicato de Productores de América                         | Mejor serie de comedia                                                          | The Bear | Ganadora  | [ 76 ]        |
| 2023 | Premios Satellite                                                       | Mejor serie de drama                                                            | The Bear | Nominada  | [ 77 ]        |
| 2023 | Premios Satellite                                                       | Mejor actor en una serie de drama                                               | Jeremy Allen White | Nominado  | [ 77 ]        |
| 2023 | Premios de la Sociedad de Decoradores de Estados Unidos                 | Mejor logro en decoración/diseño de una serie de una sola cámara de media hora  | Eric Frankel, Merje Veski | Nominados | [ 78 ]        |
| 2023 | Premios del Sindicato de Actores                                        | Mejor reparto en una serie de comedia                                           | Lionel Boyce, Liza Colón-Zayas, Ayo Edebiri, Abby Elliott, Edwin Lee Gibson, Corey Hendrix, Matty Matheson, Ebon Moss-Bachrach, y Jeremy Allen White | Nominados | [ 79 ]        |
| 2023 | Premios del Sindicato de Actores                                        | Mejor actor en una serie de comedia                                             | Jeremy Allen White | Ganador   | [ 80 ]        |
| 2023 | Television Critics Association Awards                                   | Programa del año                                                                | The Bear | Nominada  | [ 81 ]        |
| 2023 | Television Critics Association Awards                                   | Mejor programa nuevo                                                            | The Bear | Ganadora  | [ 81 ]        |
| 2023 | Television Critics Association Awards                                   | Logro excepcional en comedia                                                    | The Bear | Ganadora  | [ 81 ]        |
| 2023 | Television Critics Association Awards                                   | Logro individual en comedia                                                     | Ayo Edebiri | Nominada  | [ 81 ]        |
| 2023 | Television Critics Association Awards                                   | Logro individual en comedia                                                     | Jeremy Allen White | Nominado  | [ 81 ]        |
| 2023 | Premios WGA                                                             | Serie de comedia                                                                | Karen Joseph Adcock, Joanna Calo, Rene Gube, Sofya Levitsky-Weitz, Alex O'Keefe, Catherine Schetina y Christopher Storer                             | Ganadores | [ 82 ]        |
| 2023 | Premios WGA                                                             | Nueva serie                                                                     | Karen Joseph Adcock, Joanna Calo, Rene Gube, Sofya Levitsky-Weitz, Alex O'Keefe, Catherine Schetina y Christopher Storer                             | Nominados | [ 82 ]        |
| 2023 | Premios WGA                                                             | Episodio de comedia                                                             | Joanna Calo y Christopher Storer (por «Braciole») | Nominados | [ 82 ]        |